# Чорне місто
«Чорне місто» (рос. «черный город») — книга російського письменника та перекладача Бориса Акуніна про пригоди елегантного російського детектива  Ераста Фандоріна кінця XIX ст. 

## Сюжет
В даній книзі Ераст Петрович намагається спіймати терориста відомого під прізвиськом "Одіссей". Книга починається з того що перед Фандоріним ставлять завдання не допустити замаху на життя царя. Та згодом жертвою вбивці стає геть інша особа, на місті злочину знаходять лист котрий вказує на те, що вбивця вірно виконав завдання розслідувати злочин, вина за котрий частково лежить на Фандоріні, стає для детектива справою честі. У ході розслідування виявляється, що після злочину бандит відправився до Баку. Як згодом виявляється, що в одному з його районів (чорному місті) зачаїлась ціла терористична організація, більшовицького спрямування